# Anthony's Nose

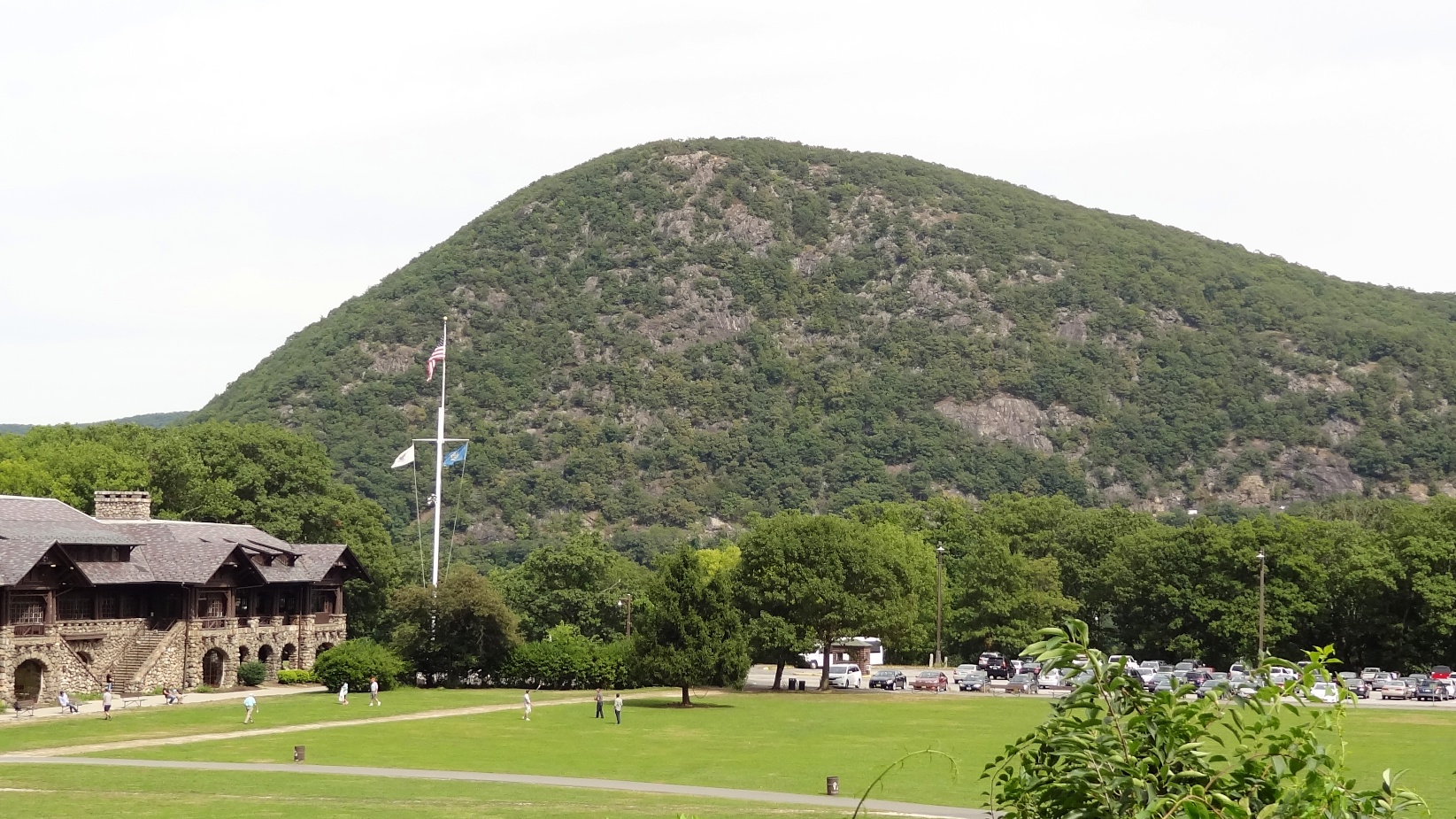
Anthony's Nose

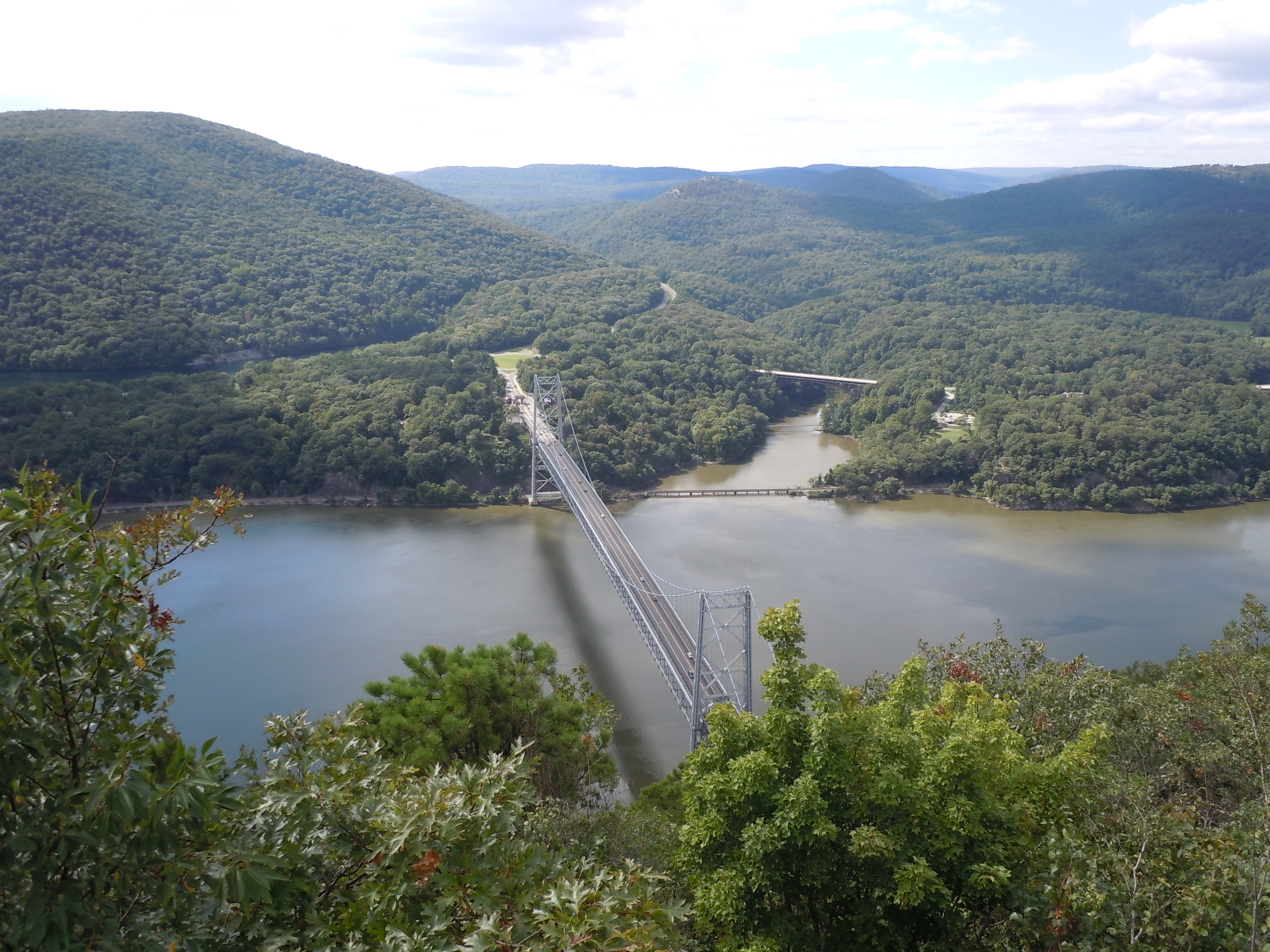
Vue depuis Anthony's Nose

Anthony's Nose,  c'est-à-dire Nez d'Antoine, est un cap des États-Unis, 18 km au nord de New York, sur la rive gauche de l'Hudson. 
Une chaîne en fer était tendue de ce cap au Fort Montgomery sur l'autre rive. Elle fut rompue par le général britannique Clinton en 1777.

## Source
Marie-Nicolas Bouillet  et Alexis Chassang (dir.), « Nez d'Antoine » dans Dictionnaire universel d’histoire et de géographie, 1878 (lire sur Wikisource)